# شعب الإيتزا
شعب الإيتزا (بالإسبانية: Itzá)‏ بلغة المايا ساحرة الماء، هو اسم شعب من شعوب المايا، الذي هاجر إلى يوكاتان قرابة القرن الرابع، ويُحتمل أنهم قد أتوا من بيتين. وهو من أسس مدينة تشيتشن إيتزا.